# Georthocladius triquetrus
Georthocladius triquetrus är en tvåvingeart som beskrevs av Ole Anton Saether och James E. Sublette 1983. Georthocladius triquetrus ingår i släktet Georthocladius och familjen fjädermyggor.
Artens utbredningsområde är South Carolina. Inga underarter finns listade i Catalogue of Life.